# Gaspare Spontini

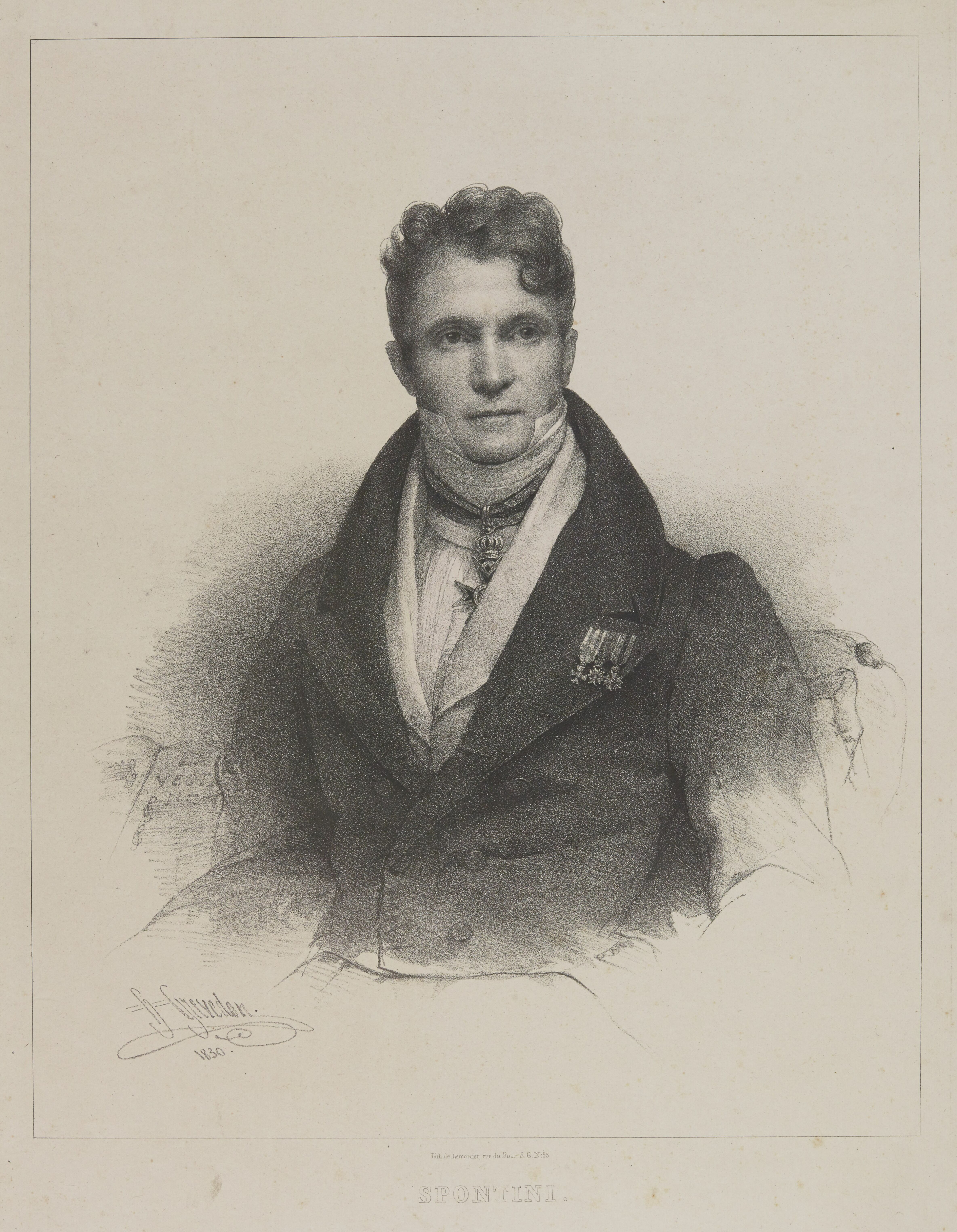
Gaspare Spontini

Gaspare Luigi Pacifico Spontini (Maiolati, Ancona, 14 de noviembre de 1774 – ibíd., 24 de enero de 1851) fue un compositor de ópera y director de orquesta italiano. Nacido en Maiolati, en la provincia de Ancona, llamado ahora Maiolati Spontini, ejerció la mayor parte de su carrera en París y Berlín y regresó a su lugar de nacimiento hacia el final de su vida. Durante las primeras dos décadas del siglo XIX fue una de las figuras más importantes de la ópera seria francesa. Su obra más exitosa fue La Vestale.

## Biografía
Hijo de artesanos, pero dotado para la música, no quiso dedicar su vida a la iglesia, como sus padres habrían querido. Entró en el Conservatorio della Pietà de’ Turchini, en Nápoles (1793). Más adelante se trasladó a Palermo para trabajar como director musical de la corte. Después de componer diversas óperas y habiendo captado la atención, en 1803 viajó a París y se estableció allí durante casi dos décadas. 
En 1804 obtuvo un primer éxito en el Théâtre de l'Imperatrice, con la revisión de una de las óperas que compuso en Italia: La finta filosofa (La falsa filósofa) en febrero de 1799. Entre mayo de 1804 y marzo de 1805 estrenó en la Opéra Comique hasta 3 óperas, todas ellas de un solo acto. Se convirtió en 1805 en Compositeur particulier de la chambre de la emperatriz Josefina y gracias a esto pudo estrenar en la Ópera de París el 15 de diciembre de 1807 La Vestale (La virgen vestal), ópera con la que obtuvo un gran éxito. Esta misma ópera fue ofrecida anteriormente a Boieldieu, a Cherubini y a Méhul, pero parece ser que las versiones en las que estaban trabajando no eran suficientemente potentes, atributo que sí destacó Spontini. Otro atributo que se le puede conceder a Spontini es el de buena y algo innovadora orquestación. En una crítica a su ópera Julie (1805) se dijo "Toda la melodía está en la orquesta: éste es el método de Spontini... que parece considerar las voces como meros instrumentos orquestales". Con su ópera Fernand Cortez (1809), el éxito no fue tan abrumador aunque también gustó al público. Contó con el apoyo del mismo Napoleón: fue la música de propaganda para su campaña en España. La ópera trata sobre Hernán Cortés y su conquista de México. Esta ópera fue revisada por el mismo autor en 1817, 1824 y 1832.
De 1810 a 1812 fue director de la ópera buffa en el Teatro Italiano de París. En esta época, concretamente en 1811, se casó con Céleste Érard, de la familia de fabricantes de pianos Érard y con la Restauración Borbónica (1814) supo ganarse a la corte y pudo continuar estrenando sus óperas, con una recepción variable por parte del público. No obstante, Olimpie (1819) fue un fracaso (se consideró anticuado el libreto de Armand-Michel Dieulafoy y Charles Brifaut) y por ello decidió abandonar Francia y aceptar la invitación del rey de Prusia, Federico Guillermo III, de irse a Berlín, donde obtuvo el título de Generalmusikdirektor de su corte (1820 - 1842). Spontini solamente escribió tres óperas de gran formato en París: La Vestale, Fernand Cortez y Olimpie. Estas tres preceden, o prácticamente inauguran, junto con algunas óperas de Meyerbeer, un nuevo subgénero: la Grand Opéra.
En Berlín revisó Olimpie y la estrenó con éxito en una versión en alemán, con la traducción de E.T.A. Hoffmann, y bajo el nombre Olimpia (1821). Pero su éxito no duró mucho a causa del estreno de Der Freischütz (El Cazador Furtivo), ópera de C.M. von Weber estrenada el mismo año, que inició una ola de nacionalismo alemán que le dejaría a Spontini algunas críticas incluso más duras que las recibidas en París.  De todos modos se le sigue reconociendo como un buen director de ópera y sus principales obras parisinas se continúan representando. Sus óperas aquí ya se empapan del espíritu romántico, como por ejemplo Agnes von Hohenstaufen (1829), su última ópera, no obstante, el público siguió prefiriendo la ópera autóctona de, por ejemplo, C.M. von Weber. A medida que pasa el tiempo su situación empeora, sobre todo con la muerte de Federico Guillermo III en el año 1840. Su no muy profundo dominio del alemán le lleva a ser acusado de lesa majestad contra Federico Guillermo IV, debido a unas frases no muy acertadas, aunque al final no se lleva a cabo la condena.
En el 1842 volvió a París así retirándose y en 1850 vuelve a Italia, recibe algunas distinciones como la de Conde de San Andrea, otorgado por el papa, y allí fallece.

## Influencia
Spontini, como también Cherubini, fueron muy influenciados por Gluck, por lo que se les considera principales contribuyentes para que la reforma gluckiana plantase sus cimientos en otros compositores. Un ejemplo sería Norma (1831) de Bellini. Figuras como Meyerbeer o Berlioz se inspiraron de una manera u otra en el estilo de orquestación de Spontini. E.T.A Hoffmann fue otra figura intelectual que admiró la música este compositor. Incluso Wagner queda influido por él y sus óperas predecesoras de la Grand Opéra. Un claro ejemplo de ello es Rienzi (1838-1840).

## Óperas
- Li puntigli delle donne (carnaval de 1796, Florencia, Regio Teatro degli Intrepidi)
- Adelina Senese o sia l'Amore secreto (10 de octubre de 1797, Venecia, Teatro San Samuele)
- Il finto pittore (1797/1798, Roma (?); 1800, Palermo, Teatro Santa Cecilia)
- L'eroismo ridicolo (carnaval de 1798, Nápoles, Teatro Nuovo sopra Toledo)
- Il Teseo riconosciuto (22 de mayo de 1798, Florencia, Regio Teatro degli Intrepidi)
- La finta filosofa (1 de julio de 1799, Nápoles, Teatro Nuovo sopra Toledo)
- La fuga in maschera (carnaval de 1800, Nápoles, Teatro Nuovo sopra Toledo), pensada perdida, pero se ha encontrado recientemente un manuscrito en su casa natal que corresponde a esta obra
- I quadri parlanti (1800, Palermo, Teatro Santa Cecilia)
- Gli Elisi delusi (28 de agosto de 1800, Palermo, Teatro Santa Cecilia)
- Gli amanti in cimento o sia Il geloso audace (3 de noviembre de 1801, Roma, Teatro Valle)
- Le metamorfosi di Pasquale o sia Tutto è illusione nel mondo (Carnaval de 1802, Venecia, Teatro Giustiniani in San Moisè)
- La petite maison (12 de mayo de 1804, París, Théâtre Feydeau)
- Milton (27 de noviembre de 1804, París, Théâtre Feydeau)
- Julie, ou le Pot de fleurs (12 de marzo de 1805, París, Théâtre Feydeau)
- La Vestale (15 de diciembre de 1807, París, Ópera)
- Fernand Cortez ou La Conquête de Mexique (28 de noviembre de 1809, París, Ópera); segunda versión (28 de mayo de 1817, París, Ópera); tercera versión en alemán como Fernand Cortez oder Die Eroberung von Mexiko (6 de abril de 1824, Berlín, Königliches Opernhaus); cuarta versión (26 de febrero de 1832, Berlín, Königliches Opernhaus)
- Pélage, ou le Roi et la paix (23 de agosto de 1814, París, Ópera)
- Les Dieux rivaux ou Les Fêtes de Cythère (con Henri-Montan Berton, Rodolphe Kreutzer, y Louis-Luc Loiseau de Persuis) (21 de junio de 1816, París, Ópera)
- Olimpie (22 de diciembre de 1819, París, Ópera); segunda versión en alemán como Olimpia (14 de mayo de 1821, Berlín, Königliches Opernhaus); tercera versión de nuevo en francés como Olimpie (28 de febrero de 1826, París, Ópera)
- Lalla Rûkh (27 de enero de 1821, Berlín, Palacio Real)
- Nurmahal, oder das Rosenfest von Caschmir (27 de mayo de 1822, Berlín, Königliches Opernhaus)
- Alcidor (23 de mayo de 1825, Berlín, Königliches Opernhaus)
- Agnes von Hohenstaufen (12 de junio de 1829, Berlín, Königliches Opernhaus) revisada en el 1837 por K. von Lichtenstein

## Títulos, órdenes y cargos

### Títulos
- 24 de enero de 1845:[3] I Conde de San Andrés (Conte di San Andrea).[4][5][6][7] (Estados Pontificios)
- Patricio de Jesi.[4] (Estados Pontificios)
- Patricio de Monte San Vito.[4] (Estados Pontificios)

### Órdenes

#### Reino de Francia
- Orden de la Legión de Honor
  - 29 de abril de 1847: Oficial.[8][9][10]
  - 29 de abril de 1818: Caballero.[11][8][12][13][9]

#### Extranjeras
- Orden de Luis (Gran Ducado de Hesse)
  - Comendador de segunda clase.[10][11][4][9]
  - Caballero.[13][12]

- Caballero de tercera clase con lazo de la Orden del Águila Roja.[11][12][6][9] (Reino de Prusia)
- Caballero de la Orden Pour le Mérite.[10] (Reino de Prusia)
- 1839: Caballero de la Orden de San Gregorio Magno.[10][4][6][9] (Estados Pontificios)
- Caballero de la Orden de Francisco I.[10][6][13][9] (Reino de las Dos Sicilias)
- Caballero de la Orden de Leopoldo. (Reino de Bélgica)
  - Oficial.[10]
  - Caballero.[6][13][9]
- Caballero de la Orden del Mérito de la Corona de Baviera.[10][14] (Reino de Baviera)

### Cargos
- Primer Maestro de Capilla y Superintendente General de la Música de S.M. el Rey de Prusia.[13][10]
- Compositor dramático ordinario de S.M. el Rey de Francia.[13][12]
- Miembro de la Academia de Música de Suecia.[12]